# Афтон (селище, Нью-Йорк)
Афтон (англ. Afton) — селище (англ. village) в США, в окрузі Ченанго штату Нью-Йорк. Населення — 794 особи (2020).

## Географія
Афтон розташований за координатами 42°13′45″ пн. ш. 75°31′29″ зх. д. / 42.22917° пн. ш. 75.52472° зх. д. (42.229199, -75.524750).  За даними Бюро перепису населення США в 2010 році селище мало площу 4,14 км², з яких 3,95 км² — суходіл та 0,19 км² — водойми.

## Демографія
Згідно з переписом 2010 року, у селищі мешкали 822 особи в 384 домогосподарствах у складі 209 родин. Густота населення становила 198 осіб/км².  Було 430 помешкань (104/км²).
Расовий склад населення:
| - 98,3 % — білих - 0,7 % — азіатів - 0,2 % — чорних або афроамериканців |

До двох чи більше рас належало 0,6 %. Частка іспаномовних становила 3,6 % від усіх жителів.
За віковим діапазоном населення розподілялося таким чином: 20,9 % — особи молодші 18 років, 60,0 % — особи у віці 18—64 років, 19,1 % — особи у віці 65 років та старші. Медіана віку мешканця становила 42,9 року. На 100 осіб жіночої статі у селищі припадало 86,4 чоловіків;  на 100 жінок у віці від 18 років та старших — 86,2 чоловіків також старших 18 років.
Середній дохід на одне домашнє господарство  становив 50 635 доларів США (медіана — 41 042), а середній дохід на одну сім'ю — 60 692 долари (медіана — 60 000). Медіана доходів становила 40 833 долари для чоловіків та 45 625 доларів для жінок. За межею бідності перебувало 18,4 % осіб, у тому числі 30,9 % дітей у віці до 18 років та 6,7 % осіб у віці 65 років та старших.
Цивільне працевлаштоване населення становило 398 осіб. Основні галузі зайнятості: освіта, охорона здоров'я та соціальна допомога — 29,9 %, виробництво — 20,1 %, мистецтво, розваги та відпочинок — 10,1 %, науковці, спеціалісти, менеджери — 8,5 %.